# Kuhasenmäki
Kuhasenmäki är en kulle i Finland. Den ligger i Joutsa i landskapet Mellersta Finland, i den södra delen av landet, 200 km norr om huvudstaden Helsingfors. Toppen på Kuhasenmäki är 171 meter över havet.
Terrängen runt Kuhasenmäki är huvudsakligen platt. Runt Kuhasenmäki är det mycket glesbefolkat, med 2 invånare per kvadratkilometer. Närmaste större samhälle är Joutsa, 17,7 km söder om Kuhasenmäki. I omgivningarna runt Kuhasenmäki växer i huvudsak blandskog.